# فرد باكستر
فرد باكستر (بالإنجليزية: Fred Baxter)‏ هو لاعب كرة قدم أمريكية أمريكي، ولد في 14 يونيو 1971 في برونديدج في الولايات المتحدة.

## وصلات خارجية
- فرد باكستر على موقع مرجع كرة القدم المحترفة.كوم (الإنجليزية)